# James Maxlow
 (octobre 2011).
Si vous disposez d'ouvrages ou d'articles de référence ou si vous connaissez des sites web de qualité traitant du thème abordé ici, merci de compléter l'article en donnant les références utiles à sa vérifiabilité et en les liant à la section « Notes et références ».
James Maxlow, né en 1949 à Middlesbrough, Royaume-Uni, est un géologue australien connu pour son élaboration de la théorie de l'expansion terrestre.

## Biographie
Émigré avec ses parents en Australie en 1953, il a grandi à Melbourne où il rencontre et épouse sa femme Anita, avec qui il aura trois enfants, Jason, Karen et Jarred. Initialement, à Melbourne, il étudiait l'ingénierie civile à l'Université de technologie Swinburne. Mais, déçu par les études d'ingénierie, il s'oriente vers la faculté de géologie et il sera diplômé de l'Institut royal de technologie de Melbourne en 1971. Plusieurs membres de sa famille étaient des mineurs de fer dans les collines de Cleveland au sud de Middlesbrough dans les années 1800.
Maxlow a travaillé pendant 25 ans comme géologue d'exploration minière dans presque toute l'Australie. Il a acquis des connaissances dans ce domaine qu'il a ensuite reversées dans la recherche scientifique.
Maxlow s'est particulièrement consacré à l'hypothèse de l'expansion terrestre, se référant en particulier aux travaux du scientifique australien Samuel Warren Carey.
L'intérêt de Maxlow dans l'hypothèse de l'expansion terrestre vient du travail effectué en tant que technicien dans la région minière de Pilbara, en Australie-Occidentale. La région de Pilbara est une structure en forme de dôme, de plusieurs centaines de kilomètres de diamètre. Cette zone sédimentaire, contenant beaucoup de silice, est très riche en dépôts de fer et est le plus grand gisement de minerai de fer dans le monde.
L'intérêt le plus marquant de ces dépôts, du point de vue géologique, est que malgré leur séparation actuelle de plus de 300 km, ils ont la même structure et sont parfaitement compatibles les uns avec les autres comme s'ils avaient fait partie auparavant de la même structure géologique.
Les études de Maxlow ont montré que  la partie centrale de la structure en forme de dôme de Pilbara a été érodée, et que la structure entière pourrait être un fragment de la surface de la Terre vieux de 2,5 milliards d'années.
De par la position des couches de la coupole, il est possible de déterminer le rayon de la Terre à cette époque.
Après une quinzaine d'années à travailler comme technicien, il est retourné à l'Université où il a obtenu une maîtrise en géologie en 1995, qui a été suivie par un doctorat en philosophie en 2002 à l'Université Curtin de Perth, en Australie-Occidentale.

## Publications
- James Maxlow, Terra non firma Earth, One-Off Publishing, 2005  (ISBN 0 952 2603 28)